# Azergues
El Azergues es un río de Francia que discurre por el departamento del Ródano, en la región de Auvernia-Ródano-Alpes. Nace en el municipio de Poule-les-Écharmeaux, discurre primero en dirección sureste, gira de noreste a norte en su curso inferior y desemboca tras 62 kilómetros en el municipio de Anse como afluente por la derecha en el Saona. En su camino, el Azergues atraviesa la región vinícola de Beaujolais.

## Lugares en el río
- Poule-les-Écharmeaux
- Saint-Nizier-d''azergues
- Lamuré-sur-Azergues
- Chambost-Allières
- Saint-Just-d'avray
- Chamelet
- Létra
- Le Bois-d''oingt
- Le Breuil
- Chessy
- Châtillon
- Lozanne
- Civrieux-d''azergues
- Chazay-d''azergues
- Marcilly-d''azergues
- Les Chères
- Anse